# Pablo Santos
Pablo Renan dos Santos (ur. 18 marca 1992 w Tomé-Açu) – brazylijski piłkarz grający na pozycji obrońcy w FC Noah.